# Takeshi Okada
Takeshi Okada (Osaka, Prefectura d'Osaka, Japó, 25 d'agost de 1956) és un exfutbolista i entrenador japonès. Durant la seva carrera, va disputar vint-i-quatre partits amb la selecció japonesa, conjunt al qual posteriorment va dirigir en dues etapes, disputant els Campionats del Món de França 1998 i Sud-àfrica 2010.